# おもちゃの国の赤ん坊たち
『おもちゃの国の赤ん坊たち』（原題：Babes in Toyland）は、グレン・マクドナー脚本、ヴィクター・ハーバート作曲によるオペレッタ。マザー・グースに登場する様々なキャラクターが登場するクリスマスをテーマとしたエクストラヴァガンザである。1903年1月よりニューヨークで上演されていた『オズの魔法使い』の大成功を受けて、製作者のフレッド・Ｒ・ハムリンと演出担当のジュリアン・Ｐ・ミッチェルはより多くのファミリー向けミュージカルを製作する事を望んだ。マクドナーは同作にはライマン・フランク・ボームによる脚本の改訂で関わっていた。ミッチェルとマクドナーはヴィクター・ハーバートに対して製作に加わるように説得を行った。『おもちゃの国の赤ん坊たち』にはハーバートの作品としては特に著名な曲である「Toyland（トイランド）」「March of the Toys（おもちゃの行進）」「Go To Sleep, Slumber Deep」「I Can't Do the Sum」が用いられている。主題である「トイランド」と同作中で最も著名な器楽曲「おもちゃの行進」はしばしばクリスマスソング集にも収められる事がある。
1903年6月、シカゴ・グランド・オペラ・ハウスで開幕し、10月のニューヨーク初演までの間に東海岸の諸都市で193公演が上映された。その後も数多くの成功した上演や再上演が行われている。本作の人気が出た事により、以降10年ほどの間に数多くのおとぎ話が上演される事となった。